# Cartel de la drogue
Pour les articles homonymes, voir Cartel.
Un cartel de la drogue est une organisation mafieuse qui est dirigée par un Jefe (chef en espagnol) ou un « baron de la drogue », développée avec pour principal objectif de promouvoir et de contrôler les opérations de trafic de drogues. Les cartels de la drogue varient de l'accord informel entre différents narcotrafiquants et producteurs à l'entreprise commerciale officielle. Les cartels de la drogue ne sont pas des cartels au sens strict, ce mot désignant à l'origine une entente illicite entre des entreprises. Mais le terme de « cartel » a été utilisé par la justice américaine pour désigner les narcotrafiquants colombiens dans les années 1980, son emploi s'est ensuite généralisé.

## Répartition géographique
Les cartels de la drogue opèrent dans de nombreux pays à travers l'Amérique latine dont le Mexique, l'Amérique centrale, et en Afghanistan, et en Asie du Sud. Ils sont la cause de la violence criminelle extrême et de milliers de meurtres, particulièrement le long de la frontière entre les États-Unis et le Mexique,,,.

## Histoire
Ils apparaissent dans les années 1960 et se développent rapidement notamment grâce à la forte demande des consommateurs de stupéfiants aux États-Unis. Dans les années 1970, une alliance entre Gonzalo Rodriguez Gacha, trafiquant d'émeraudes, Pablo Escobar, narcotrafiquant colombien, les frères Ochoa, ranchers colombiens, Carlos Lehder, narcotrafiquant américain, aboutit à la naissance du cartel de Medellin. Dans les années 1980, la société colombienne est complètement transformée par les organisations criminelles qui, après avoir pris le contrôle de chaque étape des trafics (surtout de drogues, mais également les trafics d'armes, d’êtres humains, le blanchiment d'argent…) s'infiltre progressivement dans la vie économique et politique (pratique de la corruption) du pays, tout en installant un climat de peur et de violence. Dans les années 2020, en France, la montée de la puissance des narcotrafiquants inquiète, et la DZ mafia se structure en cartel,.